# Emile Van Doren

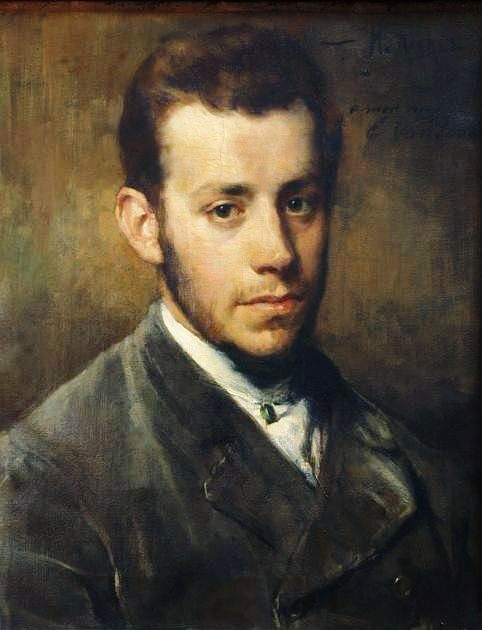
Portret van Emile Van Doren (1890), geschilderd door Herman Richir
Emile Van Dorenmuseum, Genk

Emile Van Doren (Brussel, 14 april 1865 - Genk, 19 mei 1949) was een Belgisch kunstschilder.

## Biografie
Emile Van Doren werd geboren in een Brusselse slagersfamilie. Na de humaniora aan het Sint-Michielscollege te Brussel schreef Van Doren zich in aan de faculteit Farmacie van de Université libre de Bruxelles. Zonder medeweten van zijn ouders had hij zich tezelfdertijd ingeschreven aan de Académie des Beaux-Arts van Brussel. Hij specialiseerde zich al snel in de landschapschilderkunst. In 1892 won Emile Van Doren de Prix Donnay, die sinds 1888 werd uitgereikt als een landschapsschilderkunstprijs voor de Brusselse Academie. In de jury zaten Joseph Coosemans, Franz Courtens en Edmond De Schampheleer.
Rond 1891 arriveert Emile Van Doren voor het eerst in Genk. Genk was op dat moment al uitgegroeid tot een bekende schilderslocatie en was het op dat ogenblik een van de populairste oorden van de Belgische plein-airisten. Emile Van Doren werd verliefd: zowel op het Genkse landschap als op Cidonie Raikem, de uitbaatster van een herberg aan de Stationsstraat in Genk. In 1893 liet Van Doren zich inschrijven in Genk en in 1898 trouwde hij met Cidonie. Collega-schilders Herman Richir en René Ovyn waren getuigen op zijn bruiloft. Samen met Cidonie bouwde hij Hotel des Artistes uit tot een trefplaats voor kunstenaars, schrijvers en toeristen die Genk opzochten.
Het Kempische landschap in en rond Genk met uitgestrekte heidegronden, spiegelende vijvers en golvende zandduinen zou van dan af het haast exclusieve onderwerp van zijn schilderijen worden. Zijn uitspraak "Genk is gemaakt om geschilderd te worden" illustreert de passie van Van Doren voor zijn nieuwe thuis.
Het succes van Emile Van Doren als landschapsschilder was aanzienlijk. Vroeg in zijn kunstenaarsloopbaan kocht het koninklijke hof enkele werken van hem aan. In 1913 laat Van Doren een villa bouwen op de Coin Perdu (Verloren Kostweg, vandaag Henri Decleenestraat). Vandaag de dag herbergt deze kunstenaarswoning met atelier het Emile Van Dorenmuseum.